# Szwedzki (artysta)

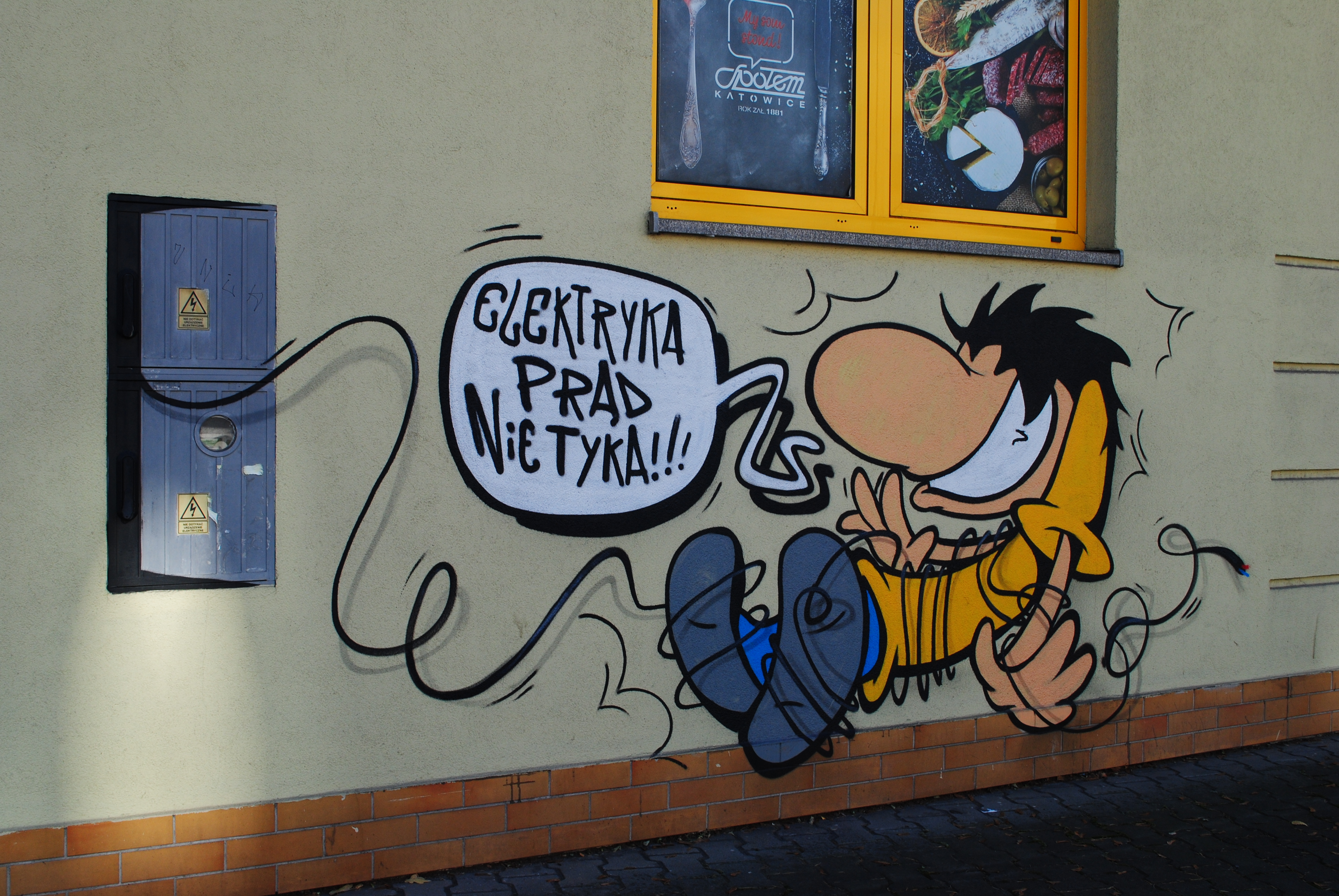
Jeden z murali Szwedzkiego; Katowice, ul. Koszutki

Szwedzki – pseudonim artysty street artu działającego głównie w województwie śląskim, twórcy murali i graffiti. Równocześnie nazwa bohatera jego zwykle humorystycznych murali, przedstawiających tę samą, rysowaną w stylu komiksowym, postać  w niebieskich spodniach i żółtej koszulce.
Szwedzki jest emigrantem ze Szwecji mieszkającym w Sosnowcu. Pierwsze murale namalował w 2000 roku.  W pierwszych latach jego twórczość była nieraz określana jako wandalizm, ale w latach późniejszych, wraz z popularyzacją street artu w Polsce, została zaakceptowane jako rodzaj sztuki regionalnej. Artysta za swój cel uznaje rozbawienie widzów. Późniejsze murale Szwedzkiego zwykle zawierają humorystyczny komentarz w formie komiksowego dymku.
W 2013 r. postać została opisana w katowickim dodatku do Gazety Wyborczej jako „znana wszystkim”. 
W 2014 w Dąbrowie Górniczej odbył się rajd „Tropem Szwedzkiego”. W 2015 roku artysta został opisany przez Dziennik Zachodni jako „Śląski Banksy”, a jego murale uznane za najbardziej charakterystyczne regionalne murale w Polsce. W 2019 został opisany przez Dziennik Zachodni jako „jeden z najbardziej rozpoznawalnych artystów streetartowych” na Śląsku.
W 2022 stworzył m.in. prześmiewczy mural na temat prezydenta Rosji, Władimira Putina.
W 2023 "połączył" dwa osiedla (Manhattan i Broadway) w Dąbrowie Górniczej olbrzymim muralem w przejściu podziemnym w ramach przebudowy całego układu komunikacyjnego w mieście.
W 2024 połączył siły z Katowickim salonem samochodowym Volvo Euro-Kas. W ramach podjętej współpracy o nazwie "Szwedzki klimat na drodze" stworzył projekty oklejenia 6 samochodów nawiązujące do ekologii, wartości Volvo i cech modelu Volvo EX30 . W ramach tej współpracy, w 2024 roku odbyła się seria imprez na których Szwedzki malował na specjalnie przygotowanych ściankach murale oraz prowadził warsztaty graffiti: z okazji dnia dziecka na terenie centrum handlowego Libero, podczas Pol’and’Rock Festival oraz na 8 edycji Śląski Festiwal Nauki. Współpraca ta w grudniu 2024 roku została nagrodzona złotą statuetką w 22. edycji konkursu Złote Spinacze w kategorii "Launch produktu, usługi lub firmy" oraz brązową w kategorii "Motoryzacja i transport"
Przy okazji Światowego Dnia Świadomości Ginekologii Onkologicznej w 2024 stworzył dodatkową postać: "Szwedkę", w efekcie na terenie Centrum Handlowego Libero Katowice namalował tego dnia na specjalnie przygotowanej ściance mural oraz zorganizował warsztaty graffiti